# Idioma en
En (aiɲ53 ; también conocido como Nùng Vên) es un idioma kra que se habla en Vietnam. Antes de su descubrimiento en 1998, el idioma en no se distinguía del nùng, que es un idioma tai central estrechamente relacionado con el zhuang. A fines de la década de 1990, el lingüista vietnamita Hoàng Văn Ma reconoció por primera vez que no era un idioma tai, lo que finalmente llevó al trabajo de campo a distinguir el en como un idioma separado. Los investigadores han determinado que el en es uno de los idiomas buyang.
Los hablantes de en viven en el norte de Vietnam, cerca de la frontera con el condado de Jingxi, Guangxi. En 1998, se encontraron hablantes de En 12 km al este de la ciudad de Hà Quảng en el pueblo de Nội Thôn, distrito de Hà Quảng, provincia de Cao Bằng.